# Pecunia non olet
Pecunia non olet (pieniądze nie śmierdzą) – łacińska sentencja, której autorstwo rzymscy historycy Swetoniusz i Kasjusz Dion przypisali Wespazjanowi, który według nich wprowadził około 70 roku n.e. podatek od toalet publicznych. Według Żywotów cezarów, rozdział Boski Wespazjan, po krytyce przez między innymi własnego syna Tytusa za zajmowanie się tak niepoważnymi aspektami gospodarki, miał odpowiedzieć: „pecunia non olet”.
Według innych źródeł sentencja ta miała zostać wypowiedziana w kontekście podatku nałożonego na garbarzy gromadzących mocz do celów przemysłowych, w tym do oczyszczania skór.
Powiedzenie to ma swoje przetłumaczone odpowiedniki (w postaci utartych związków frazeologicznych) w wielu innych językach.